# 13770 Commerson
13770 Commerson (1998 ST145) là một tiểu hành tinh vành đai chính được phát hiện ngày 20 tháng 9 năm 1998 bởi E. W. Elst ở Đài thiên văn Nam Âu.